# Ortmühle (Gemeinde Bad Leonfelden)
Die Ortmühle ist eine Ortslage und Sägemühle in der Stadtgemeinde Bad Leonfelden im Mühlviertel in Oberösterreich.

## Lage
Die Ortmühle hat die Adresse Unterstiftung 23. Sie gehört zur Ortschaft Unterstiftung, zur Katastralgemeinde Stiftung bei Leonfelden und zum Zählsprengel Bad Leonfelden-Umgebung. Sie liegt auf einer Höhe von 671 m ü. A. im Leonfeldner Hochland, am Fluss Große Rodl in der Nähe der Einmündung des Steinbachs.
Bei der Ökofläche Wiesenknopf-Wiese in Bad Leonfelden handelt es sich um eine große Fuchsschwanzwiese südwestlich der Ortmühle. Hier wachsen viele Wiesenknöpfe und Kuckucks-Lichtnelken, in den feuchten Mulden außerdem Faden-Binsen und Braun-Seggen. Die Ökofläche Feuchtwiese nordöstlich der Ortmühle wird extensiver als die umliegenden Wiesen genutzt. In ihrer Mitte gedeihen Große Wiesenknöpfe und Faden-Binsen, an ihrem Westrand am Ufer der Großen Rodl Bruch-Weiden, Mandel-Weiden, Davalls Seggen, Bitterklee, Schild-Ehrenpreis, Wassersterne, Berchtolds Zwerg-Laichkraut und einige weitere Arten. An ihrem Ostrand kommt das Schmalblättrige Wollgras vor. In ihren Gräben finden sich Reste von Bürstlingsrasen.

## Geschichte
Die Mühle wurde im Theresianischen Gültbuch von 1750, im Josephinischen Lagebuch von 1787 und im alten Grundbuch der Jahre 1790 bis 1793 als Ortmühle genannt.